# Euryphura claudianus
Euryphura claudianus är en fjärilsart som beskrevs av Druce 1874. Euryphura claudianus ingår i släktet Euryphura och familjen praktfjärilar. Inga underarter finns listade i Catalogue of Life.